# 石橋貴明
石橋 貴明（いしばし たかあき、1961年〈昭和36年〉10月22日 - ）は、日本のお笑いタレント。1980年に木梨憲武とお笑いコンビとんねるずを結成。アライバル所属、兼同社代表取締役社長。

## 概要
趣味: 野球・ゴルフ・映画鑑賞・酒・料理・競馬

前職はホテルマン。「センチュリーハイアット東京」に勤務。「ホテルオークラ」にはホテルマンの研修時に訪れた経験がある。
結婚歴は2回で4人の娘がいる。元モデルである1人目の元妻との間の娘は、女優の石橋穂乃香（旧芸名・穂のか）。2人目の妻は、女優の鈴木保奈美（2021年離婚）。

## 略歴
東京都葛飾区の貧困家庭に生まれ、小学一年生の時に父の経営する零細企業「石橋化成」が倒産。板橋区成増へ引越、成増小学校、板橋区立赤塚第二中学校に在籍。以降、風呂無しの小さなアパートで極端な貧乏生活を強いられた。自身が就職後、お金に余裕が出来、近所の風呂付きの部屋へ引っ越す。自身が20歳になる直前に父親が他界。
また、本人曰く小学6年生のときに『アフタヌーンショー』（NETテレビ）の夏休み企画「加藤茶大会」に出たことが初のテレビ出演だという。中学3年生時には『ぎんざNOW!』（TBSテレビ）の「しろうとコメディアン道場」にも出場している。
高校生の頃には帝京高校の野球部に所属。喫茶店でインベーダーゲームをやっていたところ、同校監督の前田三夫に見つかり、これによって前田から喫茶店とゲームセンターへの立寄禁止処分を受け、野球部のレギュラーも剥奪される。高校3年生の夏の雨の日、監督からの指示であるダッシュ練習をせず、部員全員でサッカーに興じ練習を怠けていた。その時、石橋はゴールキーパーをやっており、監督が入ってきたのを知らず「早く蹴ろよ」と言ってしまい、監督に「お前、何をやってるんだ!」と怒られ、練習を怠けた罰則として次の日からレギュラーの練習メニューから降板。これにより石橋はいわゆる補欠選手に降格となり、試合でもベンチを温める羽目になり「帝京の秘密兵器」と前田に言われ待機していたが、結局試合で起用されず高校野球生活は終わった。以後、前田が名付けた「秘密兵器」ネタは持ちネタとなった。
代わりに2学年下（当時1年生）の伊東昭光がベンチ入りすることになった。石橋はこの処分に納得がいかなかったものの、後に伊東の仲裁によって前田と和解した。18歳の時には西武ライオンズの入団テストを受け、一次テストに合格するが二次テストで不合格となってプロ野球入りを断念した。
高校の同級生でサッカー部所属の木梨憲武と貴明&憲武を結成。所ジョージ司会の『ドバドバ大爆弾』に出場するも、あと一息のところで賞金72万円を獲り逃がす。その後も木梨と共にコンビとして『お笑いスター誕生』など素人参加番組に出演。単身で『TVジョッキー』の「ザ・チャレンジ」にも出演した。
1982年4月、「お笑いスター誕生!!」にて10週勝ち抜きでグランプリを獲得。プロデビュー後2～3年は下積みの日々を過ごしたが1985年頃から売れはじめる。石橋は1987年当時、尊敬する美空ひばりから「芸能人はね、売れた年から芸能活動をカウントするの。だからあなたたちはまだ2年目」と言われたため、以来その教えを守り芸歴を数えるときに本人は1985年からカウントすることにしている。
2005年、『MLB主義』で共演した牛島和彦が監督を務めていた横浜ベイスターズのエグゼクティブ・アドバイザーに就任。
2010年、コンビ結成30周年を迎える。
2012年秋、先輩でもあり親交もあるビートたけしと『日曜ゴールデンで何やってんだテレビ』でレギュラー番組で初共演を果たした。
2016年秋に、MCを務めたTBSテレビで放映された『オール芸人お笑い謝肉祭'16秋』の放送内容について視聴者から抗議の声が大きく、放送倫理・番組向上機構 (BPO) が同年10月25日に審議入りしたことが報道された。
2018年4月、『石橋貴明のたいむとんねる』の放送が開始。フジテレビでの単独レギュラー番組は『第4学区』以来。
2019年10月、平山晃哉と神波憲人との3人組グループ『B Pressure』を結成し、音楽活動を開始。10月末に大阪でお披露目ライブを行い、11月1日にインディーズよりデビュー。
2020年6月18日、Twitterアカウントを取得。翌19日、YouTubeチャンネル「貴ちゃんねるず」開設。ともにテレビプロデューサー・マッコイ斎藤からの提言によるものである。7月26日、YouTubeのチャンネル登録者数が100万人を突破。
2021年4月4日からは、石橋にとっておよそ18年ぶりのラジオレギュラー番組となる『日本生命 presents 石橋貴明のGATE7』がTBSラジオ系列でレギュラー放送開始。
2025年4月3日、自身のYouTubeチャンネルの「貴ちゃんねるず」にて、「早期の食道がんが発見され、入院し手術を受けることになったこと」を報告、それに伴って「体力が戻るまで当面の間芸能活動を休止する」ことを発表した。4月16日、咽頭がんも併発していたことを発表し、手術自体は全て終わったことを報告している。入院時には娘の石橋穂乃香が看病やお見舞いに駆けつけ、石橋穂乃果は自身のSNSから「父は元気なので、どうか皆様安心して気長～に待っていてくださったら娘にとってそれ以上のことはありません」「皆様も日々ご自愛くださいませ」と石橋の容体が好調であることを報告している。

## 芸風・仕事

### テレビカメラ転倒事件
1985年1月19日放送の『オールナイトフジ』にて「一気!」を熱唱中、石橋がテレビカメラを何度も揺すっているうちに、バランスが崩れてフロアに横倒しになった。倒れたカメラはスタッフがすぐに立て直したが、とんねるずの二人は顔面蒼白であった。曲終了後、MC陣がその場を取りつくろった。カメラは倒された際の衝撃で廃棄処分となり、約1,600万円を弁償する羽目になった。保険はあったものの、当時のカメラマンが報告書に「とんねるずの悪ふざけ」と申請したため認められなかったと本人たちはネタとして述べていたが、実際は港浩一が「悪ふざけが過ぎて壊しました」と始末書を書いて納めたこと、しばらくの間石橋に対し「弁償してもらうからな」と脅かしていたことが語られている（なお法律上は、保険金が支払われた場合、保険会社が石橋に対して損害賠償請求権を代位取得する）。その後、フジテレビの歴史や過去を振り返る特番等で、このシーンは繰り返し放送されている。

### 音楽活動
『NHK紅白歌合戦』において別名義で2回初出場（1991年：とんねるず、1999年：野猿）。1997年、『とんねるずの生でダラダラいかせて!!』の企画で工藤静香と組んだ“Little Kiss”「A.S.A.P.」（オリコン初登場3位）、また同年、定岡正二・デビット伊東と組んだ“ANDY'S”の「FREEDOM」（作曲：佐野元春）（オリコン初登場10位）をリリース。Little Kissでは当時ヒット曲を輩出していた宝石会社のCMソングに起用、MVでの過激な二人の絡みや、生放送音楽番組「ミュージックステーション」で間奏中にキスをして話題になった。ANDY'Sでは河村隆一やHOUND DOGのライブに飛び入り参加。“関東裸会三羽烏”や、松田聖子との“SEIKO with Crazy.T”でCDリリース。公式のCDリリースのなかったものとしては”矢島工務店”（琴担当）。矢島工務店の流れを汲み、2008年、『とんねるずのみなさんのおかげでした』の企画として「矢島美容室」が結成、メンバーのプロデュースを行なう（メンバーとは、あくまで別人という設定）。
2019年9月17日、平山晃哉・神波憲人との3人組ユニット「B Pressure」結成を発表、11月1日にシングル「Freeze」をタワーレコード先行リリースでデビュー。

### 俳優活動
映画『メジャーリーグ2』では謎の日本人選手「タカ・タナカ」というバットを頭で折る型破りな選手として出演。続編にあたる『メジャーリーグ3』にも出演。これがきっかけで石橋は本場のメジャーリーグ選手やファンから「あの日本人選手」として有名となり、映画公開から四半世紀以上経過した2023年にMLBの取材に訪れた際には、主力選手のアーロン・ジャッジなどから握手を求められた。
ハリウッド俳優の労働組合であるスクリーン・アクターズ・ギルド（現・SAG-AFTRA）に加入している。
国内でも三谷幸喜脚本、西村雅彦主演、ヒロイン飯島直子で1998年に放送された『今夜、宇宙の片隅で』で、メインキャスト樋口紀人を演じた。また、議員秘書に焦点を当てた2001年『レッツ・ゴー!永田町』でドラマの主役を演じた。

## 人物

### 私生活
1988年、元モデルの女性と結婚。1989年7月、娘の石橋穂乃香を授かるが、1998年10月離婚。
1998年11月13日、女優・鈴木保奈美と再婚を発表。翌日2人で結婚会見を行う。3人の娘を授かるが、2021年7月16日、自身のYouTubeチャンネルで離婚を発表。妻の鈴木は「子育てが一段落した事を機に」と離婚理由を説明。
2022年5月7日、娘の穂乃果が自身のInstagramにて第1子を出産したことを報告した。石橋にとっては初孫となる。

### スポーツ
石橋はこれまでに『夢対決!とんねるずのスポーツ王は俺だ!スペシャル』（テレビ朝日）や『MLB主義』（TBSテレビ）など、多くのスポーツバラエティ番組のMCや企画を担当。スポーツ分野を得意とする。
特に力を入れているのがテニス。『スポーツ王は俺だ!』内のテニス対決で松岡修造に勝利するため、2011年より神和住純らのコーチを受け、以後「趣味はテニス」と公言するまでになった。同番組が縁で錦織圭と親交が生まれ、2012年『情熱大陸』特別企画「石橋貴明が撮る錦織圭」のために7ヶ月に亘り錦織に密着取材した（同年11月放送）。
もう一つの趣味は野球で、帝京高校の野球部に所属した。2000年代には横浜ベイスターズのエグゼクティブ・アドバイザーに就任した経験もある。また、YouTubeチャンネル開設以降は球場に赴いて選手や首脳陣の取材を行っている。
モータースポーツ（特にF1）にも造詣が深く、『とんねるずの生でダラダラいかせて!!』の人気コーナーであった『生ダラ・カートGrand Prix』では自らを『ブラジル出身のカートチャンピオン、アイルトン・タカ』と称し、ジャン・アレジ、中嶋悟、鈴木亜久里ら数多くのF1レーサーとカートで対決した他、ワールドチャンピオン獲得者との対決も実現した。
1993年、当時、日本を含め世界中で絶大な人気を誇っていた音速の貴公子アイルトン・セナと対決。セナはこれが初のバラエティ番組出演であったが、予選ではコースを逆走。決勝戦ではショートカットや至近距離でのジグザク走行を披露するなど、番組を大いに盛り上げた。結果として石橋は僅差でセナに勝利を収め、ご褒美として日本GPでセナが着用した本物のヘルメットを譲り受け、セナの故郷であるブラジルで再対決する約束を交わしたが翌年のサンマリノGPクラッシュ事故によりセナは急死。事故の2週間後、セナが着用したヘルメットは約束通り石橋に届いたが、再戦の約束は果たされなかった。セナは対決直後に福澤朗から違反行為（ショートカット）について言及された際は「タカが悪いんだもん!!」「彼（の幅寄せ）はまるで、アラン・プロストの様だった」とセナ・プロ シケイン接触事件を例に、石橋の荒々しいドライビングを評した。
2001年、セナと同じくF1四天王に数えられた、荒法師ナイジェル・マンセルと対決。この対決はアイルトン・タカ最後の聖戦として「セナのライバルだったマンちゃんを倒して、トレードマークの口ひげを剃りたい」という石橋の願望から実現。番組初となる海外（イギリス）での対決となる。既に現役引退していたマンセルだが、決勝戦でスタート直後に“自ら”スピンしステアリングを悔しそうに叩きながらコースを逆走。スピンターンを行いレース復帰するパフォーマンスを披露。しかし、自ら広げたタイム差を物ともせず、マンセルは現役時代を彷彿とさせる圧巻の走りで石橋を追い抜き勝利。前述の通り『負けたほうはひげを剃る』という約束をしていたため、敗北した石橋は数か月間伸ばしていたひげを剃られカート対決から引退。マンセルはトレードマークの口ひげを剃られず済む。
2022年、さいたまスーパーアリーナで行われたNBAプレシーズンマッチ、ゴールデンステート・ウォリアーズ対ワシントン・ウィザーズの観戦に訪れている様子もカメラに映っておりバスケットボールファンでもあることから、Wリーグの応援アンバサダーに就任した。

### その他
貧乏でも終生誇りを捨てなかった父・武夫を、貴明は現在も尊敬しており、父は常に貴明の味方だったという。
中学時代に貴明がテレビに出たことを学校側が問題視したが、武夫は「帰宅後は学校の管轄外だ！帰宅後の子供の行動は私が責任を持つ。それを学校がとやかく言うことか!」と怒鳴り込んだことがある。
そんな父は、貴明がデビューして程なく死去。以前より父親がやつれていく姿を見るのを避けていた貴明は、前日まで友人と飲みに行っていたため、それを知った時は「最後の最後に親不孝をした」と、死に目に会えなかったことを後悔したという。
2005年まで一般に公表されていた、高額納税者ランキングにおいて俳優・タレント部門のトップ常連であり、相方の木梨と共にランキング上位に顔を出していた。1980年以降の20年間の芸能人生涯所得ランキングは、1位の小室哲哉に続き2位。
1996年には『とんねるずの生でダラダラいかせて!!』の番組の企画にて、自動二輪免許（400cc）を取得。
浜田雅功（ダウンタウン）の子供と石橋の子供が、通う学校が一緒だったことを浜田が明かしている。浜田によれば、「石橋さんとは学校で会ってた。普通の時はしゃべってるよ。（番組で）共演してないからNGちゃうんかって思われてる」と語っている。また浜田は2015年2月1日放送の『ダウンタウンのガキの使いやあらへんで!!』（日本テレビ系）で、沖縄行きの飛行機で相方の木梨と共に偶然会い2人の間に挟まれて座ったことも告白している。
長髪や口髭をはやしていた時期もあった。かつては愛煙家だったが、2005年から禁煙した。
相方の木梨と同様、NHK『連続テレビ小説』の作品をよく視聴している。
2020年10月10日放送『石橋貴明プレミアム第7弾 芸能界超人No.1決定戦!』で共演したケンドーコバヤシは、「『美保純は俺の青春』って言ってました」と言われ、また「知らないでしょ、美保純の『ピンクのカーテン』?」と質問されたとも回顧し、石橋が自身に放った発言が印象的だったという。
「破天荒がすぎる」「高圧的で偉そう」と世間からは批判されることがある。一方舞台裏ではテレビと違った常識人で、多くの後輩芸人やスタッフを慕ったり、共演者全員に楽屋挨拶するなど、プライベート面での評判がよいといわている。
2018年3月『とんねるずのみなさんのおかげでした』が終了したことでスペシャルを除けばコンビでのレギュラー番組が消滅。その際「とんねるずは死にました」と発言したが、これは長年持っていたレギュラー番組がなくなったことによる喪失感だったことを告白。
2023年5月11日放送のテレビ東京制作のグルメ番組『タクシー運転手さん一番うまい店に連れてって!』では、石橋貴明の親族(祖父の姉イシが創業)が営む習志野の洋食店「レストランあけぼの」の名物メニューである激辛カレーが取り上げられた。

## 謝罪

### ベストテン激怒事件
1985年10月17日放送の『ザ・ベストテン』にて開催された「ザ・ベストテンin静岡」において、2位で登場したとんねるずに対して客席は総立ちに。とんねるずは客席から大井川の川越用の輿にのって登場するはずだったものの、警備の不備などもかさなり観客によって衣装がもみくちゃにされた。激怒した石橋は生放送中にも関わらず、ステージ上で観客に対して「馬鹿野郎！」「てめぇら最低なんだよ！」などと罵声を浴びせたり、身に着けている物を投げつけたりした。木梨憲武がフォローにまわるのも構わず、「雨の西麻布」を怒鳴り声で歌った。その態度に対し、番組宛に抗議が殺到し、翌週の放送で石橋が謝罪した。 

### 番組内におけるハラスメントに関する訴訟事件
1992年11月4日放送の『とんねるずのみなさんのおかげです』にて、石橋とチーフディレクターが番組内でセクシャルハラスメントをしたとして、東京地方裁判所に民事提訴された事件。原告は「帰りなおばちゃん」として番組に準レギュラーで出演していた当時56歳の稲村さち子で、訴えの理由は、同年10月29日放送の番組内、露出度の高いビキニを着せられた稲村に対し、石橋が「ヘアが見える」と発言しテロップで「素人のおばちゃんですからヘアの手入れはしていません」と流されたこと、CMやテレビドラマで芸歴が10年あるにもかかわらず「素人のおばちゃん」と2度テロップを流されたことだった。稲村は石橋とチーフディレクターに対し200万円の損害賠償と番組内で名誉回復のコーナーを設けることを請求した。石橋は取材に対し「素人のおばちゃん役で出演してもらった。傷つけたことは申し訳ない」と回答し、後に示談が成立する形で稲村は提訴を取り下げたことが報じられた。

### 保毛尾田保毛男問題
2017年9月28日放送の『とんねるずのみなさんのおかげでした』2時間半の特別番組にて、石橋が保毛尾田保毛男のキャラで登場したことに関して、あるLGBT支援団体から「性的少数者への差別・偏見を助長するもの」との抗議申し入れがあり、それを受け翌日の定例会見で宮内正喜社長が謝罪することになった。

### 週刊誌報道に関する謝罪
2025年4月、本件が週刊誌報道をされる十数年前に番組関係者が複数人参加する酒の席を開いた飲食店内において、女性社員も同席する状況にも関わらず、深酔いの末に下半身を露出したことを報道されている。後日、石橋は自身が食道がんや咽頭がんの手術をしていたタイミングで週刊誌報道がされたため謝罪や説明が遅れてしまったことを報告し、週刊誌内で指摘されていたセクハラ事案を調査していたフジテレビ第三者委員会の調査に関しては「病気の発覚と重なり、数々の検査と入院準備のため時間に追われ、又、心の余裕の無さから、対応することが出来ず、申し訳ありませんでした」と謝罪した。加えて、「週刊誌等の報道につきましては、十数年前のことで記憶が曖昧な部分もありますが、記事にあった方々と会食した覚えはあります。そこで起きた詳細については、かなり深酒をしてたため、覚えていないのが正直なところです。私自身の至らなさゆえ、かなり羽目を外してしまったかも知れません」と説明し、「同席された女性の方には、不快な思いをさせてしまったことを、大変申し訳なく思っております。かなうのであれば、快復後直接お会いして謝罪させていただきたく思います」とがん治療が落ち着いた段階で改めて謝罪をしたいとコメントしている。

## 出演番組
石橋貴明としての出演作品を記載。コンビでの出演作品はとんねるずの項目を参照。（ゲスト出演番組は除く）

### 現在の出演番組

#### テレビ
スペシャル番組
- ザ・細かすぎて伝わらないモノマネ（2018年11月24日 - 、フジテレビ）[50] - 主宰

#### WEB
- 貴ちゃんねるず（2020年6月19日 - 、YouTube）

### 過去の出演番組

#### テレビ
レギュラー番組
- 石橋貴明・男塾（1996年5月28日 - 1996年9月17日: TBS） - MC
- うたばん（1996年10月15日 - 2010年3月23日: TBS） - MC
- 第四学区（1999年4月 - 9月・2000年4月 - 9月: CX） - MC
- イシバシ・レシピ（2003年10月 - 2004年3月・2005年1月 - 3月・2005年10月 - 2006年3月: TBS） - MC
- MLB主義 （2004年4月 - 9月・2005年4月 - 9月・2006年4月 - 9月: TBS） - MC
  - メジャーシーズン中は『MLB主義』、シーズンオフには『イシバシ・レシピ』というローテーションで交互に放送されていた。
- お願い!EA（2006年4月2日 - 9月24日:TBS） - MC
- ザ・ミュージックアワー（2010年4月20日 - 9月14日: TBS） - MC
- 日曜ゴールデンで何やってんだテレビ（2012年10月21日 - 2013年3月3日: TBS） - MC
- TBS若手ディレクターと石橋の土曜の3回（2012年10月13日 - 2013年4月2日: TBS） - MC
- リシリな夜 （2013年10月20日 - 2014年3月24日: TBS） - MC
- 石橋貴明のたいむとんねる（2018年4月16日 - 2020年3月30日: CX）[51][52] - MC
- 石橋、薪を焚べる（2020年4月8日 - 2021年3月24日: CX） - MC

スペシャル番組
判明分のみ（ゲスト出演番組除く）
- 第四学区スポーツ（2000年12月29日: CX） - MC
- 石橋貴明&テリー伊藤の大興奮!米オールスター裏舞台全て見せますSP（2001年7月21日:TBS） - MC
- ブレインサバイバー（2002年1月12日・4月5日・9月21日: TBS） - MC
- 石橋を叩いて笑う〜ゴッホの耳〜（2002年12月30日・2003年3月31日: ANB）
- 斬られてチョンマゲ!石橋新鮮組が行く（2003年10月2日: EX）
- 石橋貴明の太平洋横断 弾丸!日米球春ツアー（2005年3月27日:TBS） - MC
- ナンバー2 〜一番になれなかった天才達の物語〜（2008年4月4日: TBS） - MC
- フジ家の流儀（2012年9月27日: CX）
- 石橋貴明のスポーツ伝説…光と影（2014年4月6日・9月17日・2016年5月18日・2017年4月5日: TBS） - MC
- 石橋かずこのブラブラTVコメンテーターは君だ!（2015年12月30日: CX） - MC
- オール芸人お笑い謝肉祭'16秋（2016年10月9日: TBS） - MC
- お笑いオムニバスGP「2億4千万のものまねメドレーGP」（2021年5月9日・2022年9月19日: CX） - 審査委員長
- 石橋貴明お礼参りTHEWORLD 地上波SP（2023年6月27日: ANB） - MC

#### WEB
レギュラー番組
- MLB石橋貴明スタジアム（2022年4月30日 - 10月8日、ABEMA／SPOTV NOW） - メインキャスター ※月1回放送
- 石橋とアスリートが盛り上がって三田（2024年9月4日 - 2025年3月26日、SPORTS BULL） - MC

スペシャル番組
- 石橋貴明プレミアム（2018年8月19日 - 2022年11月27日、ABEMA）- MC [53]
- 東京都「みんなde応援 オリ×パラ! 東京2020みどころ配信局（おうちde楽しむ！みんなの東京2020応援チャンネル - YouTubeチャンネル） - MC
  - #1テニス編(2021年7月22日）
  - #2柔道編(2021年7月29日）
  - #3バスケットボール編(2021年8月5日）
  - #4メダリストセレブレーション(2021年8月24日）
- 石橋貴明お礼参りTHEWORLD（2023年6月22日 - 7月13日、ABEMA) - MC
- 石橋貴明THE強運マスターズ（2023年11月15日 - 23日・2024年12月18日 - 12月25日、ABEMA)  - MC ※元は「石橋貴明プレミアム」の企画。
- 緊急渡米!石橋貴明のベースボールのおかげです。（2024年3月28日 - 4月25日、ABEMA) - MC
  - 石橋貴明のポストシーズンのおかげです。（2024年9月30日、ABEMA）- 'MC
- TEAM JAPAN LIVErary（2024年7月31日 - 8月8日、YouTube） - MC
- 石橋貴明のMLB魂! 2025開幕SP（2025年3月11日 - 3月26日、Prime Video） - MC

#### ラジオ
- 石橋貴明のレディオイシバシーノ（仮）（2001年10月7日 - 2002年3月25日:ニッポン放送）
  - 石橋貴明のレディオイシバシーノ2（仮）（2002年10月11日 - 2003年3月21日:ニッポン放送）
- 石橋貴明のGATE7 → GATE7（2021年4月4日 - 2025年6月29日:TBSラジオ）[22]
- NISSAN ARIYA presents THE BATTERY ～石橋貴明 あの人と、どらいぶ。～（2024年5月31日 - 8月16日:TBSラジオ）

#### ドラマ
- PUFFYのドラマ ワイルドでいこう（1997年9月30日: NTV）
- 今夜、宇宙の片隅で（1998年7月 - 9月: CX） - 樋口紀人 役
- レッツ・ゴー!永田町（2001年10月 - 12月: NTV） - 主演・筒井五輪 役
- ブラックジャックによろしく（2004年1月3日: TBS） - 宇佐美孝志 役
- 星野仙一物語 〜亡き妻へ贈る言葉〜（2005年1月2日: TBS） - 主演・星野仙一 役
- まるまるちびまる子ちゃん（2007年9月27日: CX） - ダーイシ男 役

#### 映画
- そろばんずく（1986年8月: 東宝） - とんねるず主演・春日野八千男 役
- メジャーリーグ2（1994年6月: 東宝東和・ハリウッド映画） - タカ・タナカ 役
  - メジャーリーグ3（1998年6月: 東宝東和・ハリウッド映画） -  タカ・タナカ 役
- 悪魔たち、天使たち（1995年5月: 東宝東和・ハリウッド映画） - ヨシ・タカムラ 役
- ウルトラマンゼアス（1996年3月: 松竹） -  とんねるず主演・大河内神平隊長 役
  - ウルトラマンゼアス2 超人大戦・光と影（1997年4月: 松竹） -  大河内神平参謀長 役
- 銃声 LAST DROP OF BLOOD（2003年6月14日: ザナドゥー） -  主演・萩原正一 役
- スキヤキ・ウエスタン ジャンゴ（2007年: ソニー・ピクチャーズ エンタテインメント） - 弁慶 役

#### CM
- 大塚製薬「UL・OS（ウル・オス）」（2012年4月21日 - ）
  - 『ウルオス知ってるか?』篇
  - 『うるおいのあるお肌』篇
  - 『好きよ!ウォッシュ』篇
  - 『今だよ!スカルプ』篇
  - 『日やけ止めな男たち』篇
  - 『大人たちのリフレッシュ』篇
  - 『ウルオスたちと旅に出よう』篇
  - 『ウルオスライフ始まる』篇
  - 『俺たちの冷やしウルオス』篇
  - 『お疲れ顔にピュッ』篇
  - 『朝ウルオス』篇
  - 『泡ウルオス』篇
- DMM.com証券「DMM FX」（2014年11月14日 - ）ローラと共演[54]。
  - 『世界第2位ベッド』編
  - 『世界第2位散歩』編[55]
  - 『世界第1位CM』編
- LINE Pay「Visa LINE Payクレジットカード(LINEクレカ）」（2020年9月18日 - ）
  - 『石橋が、3倍還元LINEクレカで、買う。』篇
- KONAMI「プロ野球スピリッツA」（2021年3月23日 - ）ティモンディと共演。
  - 『ソロスピ』篇
  - 『友スピ』篇
- 第一三共ヘルスケア（アイム）「リゲイン」（2021年4月28日 - ）
  - 『お疲れ寝起き篇』
  - 『メイク・着替え後篇』
  - 『移動篇』
  - 『食事＆お疲れ篇』
  - 『スチール撮影篇』
  - 『サイン篇』
  - 『ゴルフ篇』
  - 『花束贈呈篇』
- 森永製菓「おっとっと」（2022年3月18日 - ）[56]26年ぶり出演。
  - 『おっとっと40周年ヒストリー with 石橋貴明』篇（2022年3月18日 - ）
  - 『石橋貴明×天才キッズ 1日限りのコラボバンド』篇（2023年4月11日 - ）[57]
- 森永製菓「チョコボール」（2023年2月28日 - ）[58]32年ぶり出演。
  - 『#短すぎるカラオケ選手権』

## 音楽作品
単独で活動しているもののみ。コンビでの音楽作品は「とんねるず」を参照。
 シングル 
| 名義               | 発売日                        | タイトル                            | レーベル                     |
| ------------------ | ----------------------------- | ----------------------------------- | ---------------------------- |
| Little Kiss        | 1997年02月14日                | A.S.A.P.                            | ポニーキャニオン             |
| ANDY'S             | 1997年07月23日                | FREEDOM                             | ポニーキャニオン             |
| 関東裸会三羽烏     | 2001年02月14日 2001年11月21日 | 関東裸会の唄 答 -answer is my life- | avex trax BMGファンハウス    |
| SEIKO with Crazy.T | 2004年07月07日                | Smile on me                         | ソニー・ミュージックレコーズ |
| B Pressure         | 2019年11月01日                | Freeze                              | Arrival records              |

 デジタル・シングル 
| 名義           | 配信日        | タイトル             |
| -------------- | ------------- | -------------------- |
| Ku-Wa de MOMPE | 2020年10月2日 | Stranger to the city |

 アルバム 
| 名義       | 発売日        | タイトル    | レーベル        |
| ---------- | ------------- | ----------- | --------------- |
| B Pressure | 2020年10月7日 | Green Light | Arrival records |

### その他
- 「スギノールのテーマ」杉谷拳士選手（日本ハムファイターズ）登場曲（2020年）
とんねるず「がじゃいも」のサビの一部分を使用。YouTubeの貴ちゃんねるずにてレコーディングの模様がアップされている。

## 書籍
- 第4学区（2000年9月発行。集英社インターナショナル・1999年4月 - 9月フジテレビ系で放映分と、未放送分を収録）

## 映像作品
- 銃声 LAST DROP OF BLOOD （2003年11月21日）
- ブラックジャックによろしく〜涙のがん病棟編〜 （2004年7月22日）
- 星野仙一物語 〜亡き妻へ贈る言葉 （2005年9月25日）
- メジャーリーグ2 （2000年6月21日）
- メジャーリーグ2 （2004年3月5日）
- メジャーリーグ お買い得パック ＜初回限定生産＞（2004年3月5日）
- メジャーリーグ3 （2000年7月19日）
- メジャーリーグ3 （2004年3月5日）
- メジャーリーグ2 ＜期間限定生産＞ （2005年9月30日）
- メジャーリーグ2 ＜期間限定生産＞ （2006年6月2日）
- メジャーリーグ3 ＜期間限定生産＞ （2006年6月2日）
- イシバシ・レシピ 前編（2005年2月16日） - 2003年よりTBS系列にて放送分全24回の前半12回分を収録。
- イシバシ・レシピ 後編（2005年2月16日） - 2003年よりTBS系列にて放送分全24回の後半12回分を収録。
- イシバシ・レシピ2 （2006年1月18日） - 2005年1 - 3月放送分を収録。

## その他
- JRA「第59回有馬記念」プレゼンター（2014年12月28日）
- KONAMIモバイルゲーム『プロ野球スピリッツA』コラボ「対決!石橋貴明のプロスピ王は俺だ!」（2020年12月）
- Wリーグ （バスケットボール女子日本リーグ） 女子バスケ応援アンバサダー (2023年4月30日 - )